# K.A.V. Lovania Leuven
K.A.V. Lovania Leuven is een katholieke kleurdragende studentenvereniging die in 1896 werd opgericht aan de Katholieke Universiteit Leuven. De vereniging is gestructureerd naar Duits model en heeft een wezenlijke invloed gehad op het ontstaan en de ontwikkeling van de studententradities in Leuven (en bij uitbreiding in Vlaanderen, België en zelfs voor een klein stukje in Nederland). Haar wapenspreuk is: "Der Geist lebt in uns allen!" – "Semper excelsius!" en is door een vriendschapsverdrag met het Cartellverband der katholischen deutschen Studentenverbindungen verbonden.

## Geschiedenis

### Oprichting
De Katholieke Universiteit Leuven werd in 1834 heropgericht en stond onder het toezicht van de Belgische bisschoppen. Als katholieke universiteit trok Leuven tijdens de Kulturkampf, een aanval op katholieke invloed in cultuur en samenleving in Duitsland door de protestant Otto von Bismarck, veel katholieke studenten aan, voornamelijk uit Duitsland en Zwitserland. Eerst organiseerde men zich in Zwitserse katholieke studentenvereniging Helvetia Lovaniensis (1872-1875), die ook voor Duitse theologen openstond, en in de algemeen-Duitse katholieke studentenvereniging Tungria (1877-1879). Daarbuiten ontstond in 1880 op streekgebonden niveau de studentenvereniging van de Letzebuergers, die studenten uit het Groot-Hertogdom Luxemburg verenigde.
De aanleiding voor de oprichting van Lovania was een voordracht van de Leuvense kanunnik Armand Thiéry v. Toby, over studentenliederen aan de Duitse universiteiten. Thiéry was Philister (oud-student) van Bavaria Bonn en hield deze voordracht op 21 januari 1896 voor de Société Générale des étudiants, de Belgische studentenvereniging in Leuven, waar de Luxemburgers enkele studentenliederen zongen. Sterk onder de indruk besloot de Duits-Belgische ingenieurstudent Theo Schmitz uit Antwerpen om in Leuven een Duitse studentenvereniging te laten ontstaan. Nog op de avond van 21 januari 1896 richtte hij samen met de twee Luxemburgers Ludwig Hartet en Joseph Wagner net als Robert en August Peel, Alfred Habets en Georg Clement Lovania op. Op de eerste zitting van Lovania op 6 februari 1896 konden de eerste dertien Füxe (schachten) opgenomen worden. Weldra groeide de aktivitas onder haar eerste senior Theo Schmitz tot 22 leden. Professor Thiéry werd tot erevoorzitter benoemd.
De Lovanen legden op het feest van de heilige Jozef, op 19 maart 1896, de samengenaaide kleuren groen-wit-rood op, maar hadden echter nog geen studentenpet. Groen is de Sint-Jozefskleur en wit en rood zijn de kleuren van de stad Leuven. Op de Kneipen (cantussen) en conventen werd het Duits als officiële taal gebruikt. De statuten en de comment (de oorspronkelijke Duitse studentenregels waarop de blauwe bladzijden werden gebaseerd) richtten zich naar de katholieke studentenverenigingen in Duitsland, en waren in het bijzonder geïnspireerd op Bavaria Bonn. De cantuszaal was een kleine kamer in het Café du Cercle, dat men omwille van het groeiende aantal leden snel weer diende te verlaten om een grotere zaal in Gilde-Franciscushof te betrekken. Hier bracht Lovania voor het eerst haar wapen aan en vierde ze op 12 mei 1896 haar eerste Stiftungsfest (dies natalis), nadat de vereniging enkele dagen voorheen de erkenning door het rectoraat had gekregen. Einde 1896 kon men ook de eerste petten opzetten.
Op 27 januari 1897 kreeg Lovania nieuwe statuten en comment. In hetzelfde jaar groeide het verlangen naar dichtere contacten met de Duitse katholieke kleurdragende verenigingen, het Cartellverband der katholischen deutschen Studentenverbindungen (CV). Aan Markomannia Würzburg, die toen het Vorort (praesidium) van de koepel voerden, werd voorgesteld om een bevriende vereniging van het Cartellverband te worden. Eind augustus 1897 keurde de 33e Cartellversammlung in Landshut het voorstel met een nipte meerderheid goed, waarbij vooral Bavaria Bonn zich voor Lovania had ingezet. Eind 1897 had Lovania (officiële afkorting: Lov) 12 actieve Burschen (ouderejaars), zes Füxe en 17 inactieven extra loco.
In januari 1899 verscheen Lovania voor de eerste maal bij het Cartellverband in Vollwichs (militair studentenuniform), en dit ter gelegenheid van het Publikationsfest van Franconia Aachen. Franconia, net als Bavaria Bonn, waren daarom ook steeds aanwezig op het Stiftungsfest van Lovania. Bij het 4de Stiftungsfest in maart 1899 vond de wijding van de door professor Thiéry geschonken vlag plaats, welke de vereniging een jaar later op de 36ste Cartelversammlung in Bonn aan het Cartellverband voorstelde.
Tot 1900 worden in Brussel naar het voorbeeld van Lovania, weliswaar op faculteitbasis, de Duitstalige studentenverenigingen Nervia (geneeskunde), Mercuria (handel), Themisia (rechten) en Congolesia (handel en koloniën) gesticht, die echter slechts vier jaar bleven bestaan. Themisia legde haar Duits karakter af. Tijdens hun bestaan had Lovania met deze verenigingen een goed contact.
Op 9 november 1902 werd in Brussel een CV-Philisterzirkel (regelmatige stammtisch voor oud-studenten) opgericht, die zich op 15 maart 1903 definitief ontwikkelde, en waar volgens de statuten ook Philisters (oud-leden) van Lovania lid van konden worden. In praktijk bestond het enkel uit Philisters van Lovania, vormde dus eigenlijk haar Altherrenschaft. Het had tevens een ondersteuningskas voor noodlijdende leden. De eerste Zirkelsenior was Josef Schmidt (Lov, Sax).

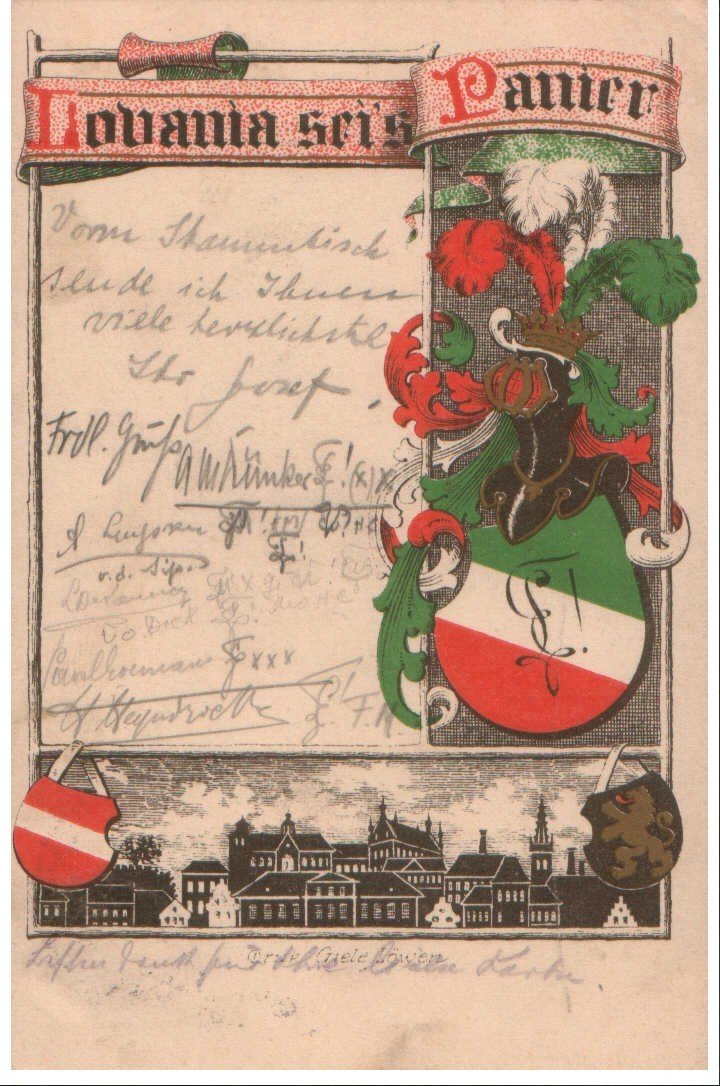
Couleurkarte van K.A.V. Lovania Leuven (1914). Gedrukt bij Drukkerij F. Giele in Leuven.

Aan het 10e Stiftungsfest van 8 tot 10 april 1905 nam de hele studentenwereld van Leuven deel. Vanaf 1906 stelde professor Thiéry zijn huis aan het Leo XIII-seminarie – met uitzondering van de eerste verdieping – Lovania als Verbindungshaus (verenigingshuis) ter beschikking. Dit moest de vereniging echter reeds in 1907 opgeven en op 8 oktober trokken ze in een centraal gelegen huis op de Vismarkt. Op 2 maart 1906 herzag Lovania haar statuten en comment. Deze omvatte 136 paragrafen, waaronder 38 m.b.t. de drinkcomment. De belangrijke waarde van de comment toont zich hierin, dat in het WS 1908/09 de senior werd uit de vereniging gezet nadat hij in Vollwichs op een gemaskerd bal was verschenen.
In hetzelfde WS (Wintersemester) 1908/09 verlegde Lovania op vraag van twee adellijke leden haar woonst naar de eerste verdieping van Hotel Cosmopolite in de Bondgenotenlaan. In het WS 1909/10 betrok Lovania ook de tweede verdieping, ingewijd op 18 november 1909. Consenior Karl baron de t’Serclaes richtte het huis prachtig op eigen kosten in. Hier bracht Lovania feodale jaren door waarbij de financiële situatie van de vereniging steeds slechter werd. Om het huis te kunnen behouden moest Lovania op 21 mei 1911 de Philisterzirkel hervormen.
De kosten van het uitbundige verenigingsleven schenen nieuwe leden af te schrikken. Voor het WS 1911/12 wordt gemeld dat het aantal Lovanen zeer beperkt was, de kosten zeer hoog en de schulden nog groter waren. In 1910 waren er nog 26 actieve leden. In 1911 moest een in Antwerpen samengekomen Altherrenconvent (officiële vergadering van de niet-meer studerende, werkende leden) de actieve Lovanen bewaren van de financiële ondergang.
In het WS 1913/14 bestond de activitas uit zes Burschen, vier Füxen en vier Conkneipanten (geassocieerd lid). Karl baron de t’Serclaes zorgde voor een prijsvoordeliger huis. In de Schrijnwerkersstraat 9 bezat hij een huis, waarvan hij een deel ter beschikking stelde van Lovania. Daar zouden, volgens een schriftelijk bericht van de Ferienkommissar (vakantiepraeses) van 15 juli 1914 de opnieuw veranderde hoofddeksels – groene petten – ingewijd zijn. Dit schrijven was het laatste levensteken van Lovania tijdens de Eerste Wereldoorlog. In 1916 wordt nog gemeld dat het huis van Lovania te midden van de puinhopen geheel ongedeerd is gebleven.

### Eerste heroprichting
In 1919 werd een collegebond Ick Dien in Leuven opgericht, waaruit later K.V.H.C. Lovania Leuven binnen het SK/KVHV met de kleuren rood-wit-rood ontsproot. Dit is een streekgebonden club voor de in Leuven studerende inwoners van Leuven. In 1925 werd de Duitstalige Katholische Studentenverbindung Eumavia met de kleuren groen-wit-rood opgericht. In 1970, naar aanleiding van de splitsing van de Katholieke Universiteit Leuven in een Vlaamse en een Waalse universiteit, verplaatste deze vereniging, samen met de Luxemburgse verenigingen haar werking naar Louvain-la-Neuve. Zij heeft sedertdien haar Duitse tradities opgegeven en is geëvolueerd naar een studentenclub met typische Waalse tradities.
In het SS 1927 werd Lovania door Vlaamse studenten, namelijk enkele presidiumleden van het Katholiek Vlaams Hoogstudenten Verbond van Leuven, onder meer Edmond de Goeyse, Willem Melis, Paul Lebeau en professor Lodewijk Scharpé, net als door meerdere studenten uit Luxemburg, Zwitserland, Nederland, Oostenrijk en door zeven Duitstalige studenten van Studentenverbindung Eumavia Lovaniensis uit de Oostkantons (Eupen, Malmedy en Sankt-Vith) heropgericht. Eén semester lang werden conventen, Kneipen (cantussen) en vergaderingen georganiseerd. De senior, Peter Maraite, was een stichtend voorzitter van Eumavia, Edmond de Goeyse was Fuxmaior.
Lovania was toen een katholieke studentenvereniging, die zich als kring van Germaanstalige studenten in Leuven bestempelde. Door de politieke en binnenlandse problemen van de jaren twintig werd het verenigingsleven in het WS 1927/28 opnieuw pro tempore opgeschort. In het WS 1928/29 probeerden de Vlamingen, onder leiding van Edmond de Goeyse een tweede maal, stijl en orde in het Leuvense studentenleven te brengen door het eerste Vlaamse Seniorenkonvent op te richten, het Seniorenkonvent Leuven.

### Tweede heroprichting
In het SS 1996 werd Lovania nieuw leven ingeblazen. Op dit ogenblik studeerde Jens Mersch (Cp, BvBo, KVHV) in Louvain-la-Neuve terwijl hij woonde in Leuven. Hij had zich actief gemeld bij het KVHV. Daar leerde hij verschillende studenten kennen, die in het presidium, in het Verbond of Leuvense streekclubs actief waren, onder andere Stijn Calle (KVHV, KSC, Ml). Op hetzelfde ogenblik studeerde in Brussel Bernd Sunderdiek (R-GK) en de Vlaming Steven Janssen (Fl) in Freiburg. Gido Karges (PM) was Auslandsreferent (buitenlandverantwoordelijke) van het Cartellverband der katholischen deutschen Studentenverbindungen en had in deze hoedanigheid reeds meerdere keren Leuven bezocht.
Op 12 januari 1996 vond in Aken het jaarlijkse twee-verenigingstreffen tussen KVHV en CV plaats. Een daar ontstaan misverstand leidde tot de heropleving van Lovania naar aanleiding van haar 100e verjaardag. De aanwezige CV’ers stelden - overigens verkeerdelijk – dat het KVHV het CV gevraagd had, in Leuven een Duitse studentenvereniging op te richten, als reactie op het pas opgerichte Corps Flaminea. Gido Karges meldde dit aan zijn vriend, de Jens Mersch, die vertrouwd was met de geschiedenis van het oude Lovania, een dochtervereniging van Bavaria Bonn. De idee van een heropleving nam snel concrete vormen aan. Het convent van Bavaria gaf Jens Mersch officieel de opdracht om haar petekindvereniging te doen herleven.
Op 14 februari 1996 reisde Bavaria Bonn naar Leuven, om daar de voorbereidingen voor de heroprichting later in het semester in de Tyl op het Hogeschoolplein voor de eerste keer een Kneipe te houden naar Duitse Comment. Deze was met meer dan twintig aanwezigen goed bezocht. De voorbereidingen eindigden met de officiële herbeleving van Lovania op 19 april 1996 aan het graf van haar stichter Armand Thiéry (BvBo, Lov) in zijn mausoleum aan het Augustijnenklooster in de Pakenstraat te Heverlee. Twaalf Burschen legden daar het groen-wit-rode lint om en zongen de Couleurstrophe van Lovania. In de namiddag vond in de Tyl de Wiederbegründungskneipe (heroprichtingscantus) plaats. Daar werd besloten dat de deelnemers aan de Kneipe in februari, die op die dag niet aanwezig zijn konden, en die dit wensten, mede als oer-Lovanen te beschouwen. De oude statuten en de comment van 1897 werden integraal gereactiveerd.
De eerste Kneipe werd door de heroprichtingssenior Jens Mersch in de Vollwichs van Bavaria geleid. Hierop waren de bevriende studentenverenigingen Franconia Aachen en Falkenstein Freiburg uit Duitsland aanwezig, alsook een delegatie van Corps Flaminea Leuven, die het ex-gedeelte leidde. Later op de avond konden we de voorzitter van de Brusselse CV-Philisterkring, Piet van Nieuwenhuysen (Rl, Lov), begroeten die bij het bekomen van zijn lint ons de sympathie en de steun van de Brusselse Philisterkring toezegde. Hij bracht ook de steun voor de heropleving mee van de enige nog levende Philister van Lovania, Edmond de Goeyse (Rl, Lov) die in 1927 had meegewerkt bij de heroprichting. De Akense CV-Philisterkring was met haar presidiumleden Franz-Josef Schaffrath (Wld, BvBo, FcA) en Thomas Marquardt (Ho, Raa) vertegenwoordigd en verzekerden ons van hun geestelijke en financiële steun. Meerdere leden werden deze avond in de vereniging opgenomen. Zo ontstond er het begin van een ware internationale en Europese vriendengroep. Na lange en intensieve inspanningen verkreeg Lovania op de 113e Cartelversammlung in Würzburg haar oude status van bevriende vereniging terug. Dit heeft ze voornamelijk te danken aan Frans-Josef Schaffrath en Thomas Demel (Mm), de toenmalige voorzitter van het CV. Lovania is een levende studentenvereniging die op dit moment 147 leden telt uit België, Nederland, Luxemburg, Duitsland, Oostenrijk, Zwitserland, Liechtenstein, Groot-Brittannië, Ierland, Spanje, Canada en de Verenigde Staten. De vereniging telt meer dan 160 overleden leden en vierde in 2022 haar 124e, 125e en 126e Stiftungsfest samen te Leuven in de Faculty Club in aanwezigheid van de rectoren van de universiteiten van Heidelberg en Leuven.

## Historische invloed
De katholieke kleurdragende studentenvereniging Lovania, die gestructureerd was naar Duits model en die van 1896 tot 1914 actief bestaan heeft te Leuven, heeft een wezenlijke invloed gehad op het ontstaan en de ontwikkeling van de studententradities die te Leuven, en bij uitbreiding in Vlaanderen, België en zelfs voor een klein stukje in Nederland, zijn ontstaan.

### Pet en lint

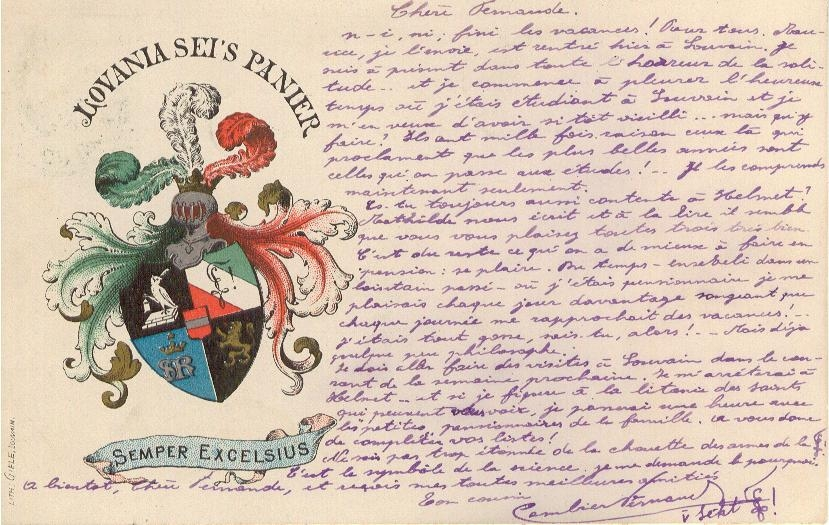
Couleurkarte van K.A.V. Lovania Leuven (1906)

In Ons Leven, 20e jaargang, nummer 13, wordt de invoering van een eigen Vlaamse Verbondspet, in tegenstelling tot de algemeen Belgische crapuleuze of de katholiek Belgische toque omschreven als de eerste heuse Vlaamsche pet. Dr. Edmond de Goeyse relativeert dit en stelt in zijn bijdrage Studentenpetten en ruzies erom te Leuven aan het boek O vrij studentenheerlijkheid - Historisch-studentikoze schetsen dat deze pet wel een eigen pet was voor de Vlaamse studenten, maar dat oorsprong en wezen Duits zijn. Ze werd gewoon integraal overgenomen uit de algemeen Duitse studententradities.
Het was Jef van den Eynde die de grote gangmaker was van de eerste eigen Vlaamse studentenpet. Hij vond steun bij bevriende commilitones, zoals Alfons de Groeve, Juul Spincemaille, Filip van Isacker, Hubert Verwilgen en professor Lodewijk Scharpé. Allen deelden zij zijn bekommernis het studentenleven te Leuven op te voeren tot een hoog cultureel peil en te veredelen.
Van den Eynde baseerde zich concreet op twee voorbeelden die aanwezig waren te Leuven. Enerzijds was dit het toen veel gespeelde romantische toneelstuk Alt-Heidelberg van Wilhelm Meyer-Förster. Anderzijds was dit de Katholische Academische Verbindung Lovania zu Löwen.
Alt-Heidelberg was een uitermate kleurrijk en populair toneelstuk. Een verslag in Ons Leven, 19e jaargang, nummer 8-9 stelt overtuigend: Vooral sedert de opvoering van Oud-Heidelberg houden wij aan gebruiken en voorwerpen die den student eigen zijn en hem later zijn studentenleven zullen herinneren. Die pracht van kleuren, die bonte wemeling van petten en driebanden wierpen als een gefonkel van lentezon in onze feesten van het Vlaams Verbond. Jef van den Eynde was zelf lid van Lovania Löwen en kwam daar rechtstreeks in aanraking met de Duitse studententradities in het algemeen, en de katholieke variant daarvan in het bijzonder. Deze variant was bijzonder sterk aanwezig, daar Lovania een dochter was van de oudste katholieke studentenvereniging van Duitsland, Bavaria Bonn, een vereniging die tot op heden een bijzonder hoge graad van zelfbewustzijn heeft.
Een kleine ronde pet uit laken met een kort lederen klepje werd gekozen in 1907 als Vlaamse standaard. Deze werden besteld bij de Studentenutensilien und Couleurbandfabrik Carl Roth uit het Beierse Würzburg. De kleur van de pet en de driekleurige band rondom de pet verschilden van gouwgilde tot gouwgilde, en van club tot club. Elke gouwgilde en club hadden hun eigen kleuren. Er waren groene, rode, paarse, blauwe, wijnkleurige, oranje en witte petten. Op deze petten werden geen faculteitskentekens noch jaarsterren gedragen. Dit is tot op heden nog steeds de traditionele regel in KVHV-Leuven, hoewel men de studentenpetten soms wel van een pinnetje in de vorm van een zwaard voorziet om aan te duiden wie tot de Verbondswacht behoort.
Ook de bierpetjes die tot op heden door menig Vlaamse studentenclub worden gedragen, waren reeds aanwezig bij Lovania en werden door inactieve leden gedragen tijdens activiteiten.
Dergelijke petten waren echter zeer duur in aankoop. In 1907 varieerde de prijs tussen de 2,50 en 3,00 Reichsmark. Deze kost werd integraal door Jef van den Eynde gedragen.
Toentertijd werd nog van driebanden gesproken in plaats van het nu gebruikelijke linten. Deze tricolore linten werden gedragen in de klassieke breedte van 27 mm door zowel schachten, ouderejaars als oud-leden. Ook het brede Vlaamse preseslint van 100 mm vindt haar rechtstreekse oorsprong hier. De bestuursleden droegen namelijk dergelijke brede linten tijdens officiële plechtigheden. De enige Vlaamse toevoeging is het aanbrengen van het wapenschild van de vereniging op deze brede linten.
Ook de filosofie achter deze petten en linten werd integraal overgenomen, net zoals de vormvoorschriften.
Wat de filosofie van het kleurdragen of Couleur tragen aangaat werd deze bewust overgenomen. Men droeg niet langer een of andere persoonlijke studentenpet, men droeg een corpspet, die Vlaamsche stambewustheid en solidariteit symboliseerde. Pet en lint symboliseerden één en dezelfde gedacht, namelijk kleur bekennen als katholiek en Vlaming en de onderlinge verbondenheid uitdragen.
Ook bij de vormvoorschriften wijken de Vlaamse tradities niet wezenlijk af van het historische voorbeeld. Slechts een lichte mutatie heeft in Vlaanderen ingang gevonden. In de Duitse traditie dragen schachten hun lint over de rechterschouder, in de Vlaamse traditie wordt het schachtenlint over de linkerschouder gedragen. Terwijl in de Duitse traditie het onderscheid tussen schachten en ouderejaars visueel wordt duidelijk gemaakt door een van de drie kleuren van het lint weg te laten bij de schachten, totdat ze ontgroend worden, wordt in de Vlaamse traditie hiervan afgeweken. Schachten dragen ook drie kleuren in hun lint, maar dragen het over de linkerschouder. De oorzaak hiervan is waarschijnlijk te vinden in de hoge financiële kost voor het aanmaken van dergelijke linten. Het hanteren van twee verschillende linten verdubbelt natuurlijk de kost van dit studentikoos artikel, wat toentertijd niet vanzelfsprekend was.
Als Jef van den Eynde de Duitse studententradities in Leuven heeft ingevoerd, heeft Dr. Edmond de Goeyse ze veralgemeend, door ze te codificeren en verplichtend op te leggen aan alle Vlaamse katholieke studentenclubs te Leuven. Hij deed dit door het oprichten van het Seniorenkonvent Leuven (SK) in 1928. Via deze weg wilde hij opnieuw trachten het Vlaamse studentenleven te veredelen. Hij was hieraan begonnen met de oprichting van Bezem Brussel in 1925, een traditionele studentenclub voor de Brusselse studenten te Leuven. Samen met Paul Lebeau en Willem Melis bundelde hij in het academiejaar 1927-1928 de krachten om de lessen van dit experiment in studententradities uit te dragen in Leuven. De Lovania werd toen heropgericht. Deze heeft een jaar bestaan vooraleer de werking werd stopgezet. Toch was de hier opgedane ervaring niet verloren en directe aanleiding voor het oprichten het het Leuvense SK. Willem Melis schrijft hierover in zijn bijdrage Persoonlijke herinneringen in het boek Bijdragen tot de geschiedenis van een generatie - Een liber amicorum voor mr. Willem Melis het volgende: Het kan wonder voorkomen, maar het is aan deze zeer kameraadschappelijke drinkgelagen, geordend door den rapierslag van de Letzeburgische preses Lovaniae, dat het Leuvense Seniorenkonvent twee jaar later gesticht, en de meteen ingevoerde cerevisen en de nieuwsoortige clublinten in eerste instantie hun ontstaan te danken hebben.

### Verbondsschild en monogram

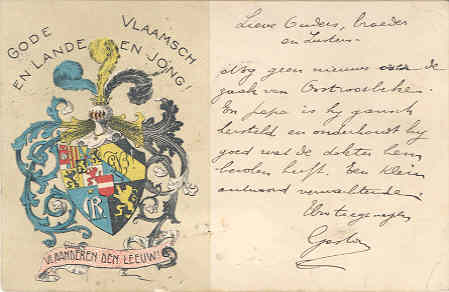
Couleurkarte van KVHV-Leuven (1907)

Jef van den Eynde liet zich als lid inspireren door het wapenschild van Lovania om in 1902, toen het Vlaams Verbond ontstond na de splitsing van de unitaire Société Générale des Etudiants, haar een vormelijke identiteit te geven. Het concept werd volledig overgenomen, mutatis mutandis. Enkel, de driekleur en het monogram werden logischerwijze aangepast, en het wapenschild van het Hertogdom Brabant dat toen als unitair gold, werd vervangen door het wapenschild van het Graafschap Vlaanderen. Enkel in het rechterbovenkwartier werd in plaats van een verwijzing naar het academisch karakter een verwijzing naar de regionale gildenstructuur van de aangesloten studentenclubs ingevoegd.
Van den Eynde heeft ook het verenigingsmonogram ingevoerd. De enige innovatie die alhier is gebeurd, is dit monogram niet langer op basis van de Latijnse woorden vivat, crescat et floreat te doen maar op basis van de Nederlandse vertaling leve, groeie en bloeie. Dit monogram is echter het enige Nederlandstalige monogram gebleven. Later zou Dr. Edmond de Goeyse teruggrijpen naar het Latijnse origineel om de diverse clubmonogrammen te ontwerpen. Hierbij heeft hij in een meerderheid van de gevallen exacte kopieën genomen van reeds gehanteerde monogrammen die gangbaar waren in het Cartellverband der katholischen deutschen Studentenverbindungen.

### Nawerking tot vandaag
Het studentenleven aan de sedert 1425 bestaande Katholieke Universiteit Leuven heeft een grote uitstraling gekend. In de eerste plaats werden de katholieke en Vlaamse tradities die hier waren gevormd, naar vorm en inhoud overgenomen door andere katholieke studentenverenigingen in Vlaanderen, die verbonden waren aan andere onderwijsinstellingen. Dit gebeurde voor en na de Tweede Wereldoorlog. Van daaruit zijn ze verder verspreid geraakt in gans Vlaanderen en dienden na verloop van tijd als toonaangevend model voor studentikoziteit.
Natuurlijk bestaat er ook een uitgesproken vrijzinnige Vlaamse studententraditie, maar zelfs deze heeft wezenlijke elementen hieruit overgenomen. Na verloop van tijd werden er zelf, selectief, elementen geïntroduceerd in de Franstalige studententradities in België. Alhoewel deze tradities bij elke verdere veralgemening een stuk werden verwaterd, is de historische oorsprong nog duidelijk te duiden. Het minste elementen zijn overgenomen in de Franstalige vrijzinnige studentenwereld.
Zelfs in Zuid-Nederland zijn selectief vorm- en structuurelementen overgenomen uit deze traditie. Vooral in Maastricht kan men dit tot op vandaag vaststellen. De SV Circumflex Maastricht kent aldus het gebruik van het wapenschild en het monogram. Verder worden er cantussen en zangfeesten georganiseerd, en wordt gedeeltelijk dezelfde titulatuur gehanteerd voor de bestuursleden.
De algemene verloedering van de historische studententradities onder invloed van een algemene maatschappelijke terugval in normen en waarden heeft er vandaag voor gezorgd dat de historische studententradities bijna verdwenen zijn. Een steeds grote verwatering vindt plaats, zodat momenteel nauwelijks nog kan gesproken worden van traditionele studentikoziteit überhaupt. Een studentikoze barbarij is meer op zijn plaats in vele gevallen. Dit laatste was een grote bekommernis van Dr. Mon de Goeyse. In 1998 stelde hij nog dat hij een laatste boek wilde schrijven, indien hij hiertoe de kracht zou gehad hebben, getiteld: Ontstaan, bloei en ondergang van het Vlaamse studentenleven.

## Beginselen en doelstellingen

### Beginselen
Lovania grondvest zich op de beginselen religio, scientia en amicitia:
- Religio betekent het zich onverkort bekennen tot de overgeleverde rooms-Katholieke geloofsschat;
- Scientia benadrukt het streven naar wetenschap en vorming ook over het eigen vakgebied heen;
- Amicitia betekent voor ons een vriendschap die na de studietijd blijft voortbestaan en zodoende een levensband tussen studenten en oud-studenten schept.

Lovania is een kleurdragende studentenvereniging. Haar kleuren zijn groen-wit-rood en de schachtenkleuren zijn groen-wit-groen. De vereniging is nichtschlagend (niet-vechtend), dat wil zeggen dat ze niet deelneemt aan studentenduels (Mensur) en hanteert de traditionele Duitse comment.

### Doelstellingen
Zin en doelstelling van Lovania is het de leden er in te ondersteunen hun leven volgens de drie beginselen vorm te geven. Daarenboven streeft de vereniging ernaar de vriendschap tussen de leden op waarhaft Europese wijze te beleven. Lovania volgt in de Duitse studententradities hierbij, terwijl ze tezelfdertijd respect opbrengt voor de Vlaamse studententradities.
Elk politiek streven ligt buiten de doelstellingen van de vereniging. De vereniging is absoluut neutraal met betrekking tot nationaal-statelijke aangelegenheden.

## Kleuren, wapenspreuk en wapen

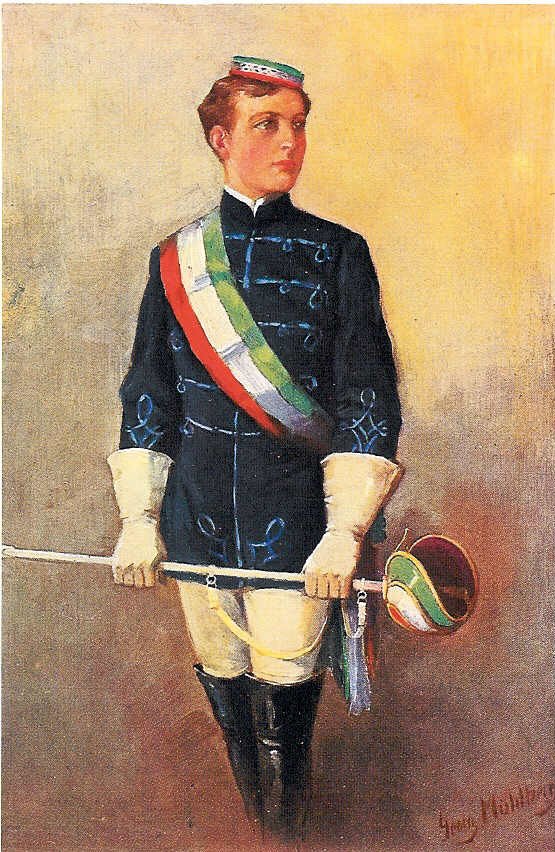
Chargierter van K.A.V. Lovania Leuven in vol ornaat.

### Kleuren
De vereniging draagt de kleuren groen-wit-rood. De kleuren die gedragen worden door de Füxe (schachten) zijn groen-wit-groen. Als hoofddeksel worden zowel een donkergroene stijve studentenpet gedragen met lederen klepje, als een Stürmer, een typische studentenpet uit Bonn.

### Wapenspreuk
De eerste wapenspreuk van Lovania, Der Geist lebt in uns allen, werd aangenomen in het SS 1896 en stamt uit het Burschenschafterslied Wir hatten gebauet ein stattliches Haus. De tweede wapenspreuk, Semper Excelsius, werd aangenomen in het WS 1897/98.

### Wapen
Het eerste wapen van Lovania werd aangenomen in het SS 1896. Het tweede wapen van Lovania werd aangenomen in het WS 1897/98. Ontwerper en uitvoerder van beide wapens zijn onbekend.
Het eerste Lovanenwapen is zwart (sabel) met daarop een witte (argent) schreidende leeuw (boven) en 2 gekruiste degens over het jaartal 1896 (onder). Onder het wapenschild is een band met wapenspreuk aangebracht (Der Geist lebt in uns allen).
Het tweede Lovanenwapen is gevierd. Rechts bovenaan in zwart (sabel) met daarop een witte (argent) uil, als vogel van de wijsheid met een lantaarn die zit op twee gesloten boeken (scientia). Links bovenaan dubbel schuingedeeld in groen (sinope), wit (argent) en rood (keel), daarop de Zirkel (verenigingsmonogram) (amicitia). Recht onderaan in blauw (azuur) daarop een geel (goud) gekroond Mariamonogram (S. MARIA) (religio). Links onderaan in zwart (sabel) daarop het wapen van het Hertogdom Brabant. Als hartschild hierop het wapen van de stad Leuven. Gekroonde traliehelm met halsketting, helmdekking en drie pronkveren in groen (sinopel), wit (argent) en rood (keel). Onder het wapenschild is een band met wapenspreuk aangebracht (Semper Excelsius).
De Lovanenzirkel is een studentikoos monogram dat bestaat uit 4 letters, V, C, F, L, en een uitroepteken. Deze letters staan voor VIVAT CRESCAT FLOREATQUE LOVANIA (Lovania leve, groeie en bloeie). Een andere betekenis is VIVAT CIRCULUS FRATRUM LOVANIAE (Leve de kring der broeders der Lovania). Het uitroepteken staat voor IN AETERNUM en betekent dat de vereniging nog actieve studenten telt. De gestileerde L in het midden staat voor de naam van de vereniging, Lovania. De gestileerde V in het onderste deel staat voor VIVAT (leve). De gestileerde C in het onderste gedeelte van de dubbele kromming staat voor CRESCAT (groeie). Het bovenste gedeelte van de dubbele kromming maakt samen met de streep daarboven een gestileerde F en staat voor FLOREAT (bloeie).

## Historische relaties

### Peterschap (Patenschaft)
- K.D.St.V. Bavaria Bonn (sedert 1897)

### Vriendschap (Freundschaft)
- K.D.St.V. Winfridia (Breslau) Münster
- K.A.V. Suevia Berlin
- V.K.D.St. Hasso-Rhenania Giessen
- A.V. Palatia Göttingen
- K.D.St.V. Arminia Heidelberg
- K.D.St.V. Franconia Aachen (sedert 1898)

### Dochter (Tochter)
- Brabantia Brüssel (Verbindung)

### Binnen de Société Générale Bruxelloise des Etudiants Catholiques
- Nervia Brussel (faculteit, geneeskunde)
- Mercuria Brussel (faculteit, handel)
- Themisia Brussel (faculteit, rechten)
- Congolesia Brussel (faculteit, consulaire wetenschappen)

## Bekende leden (selectie)

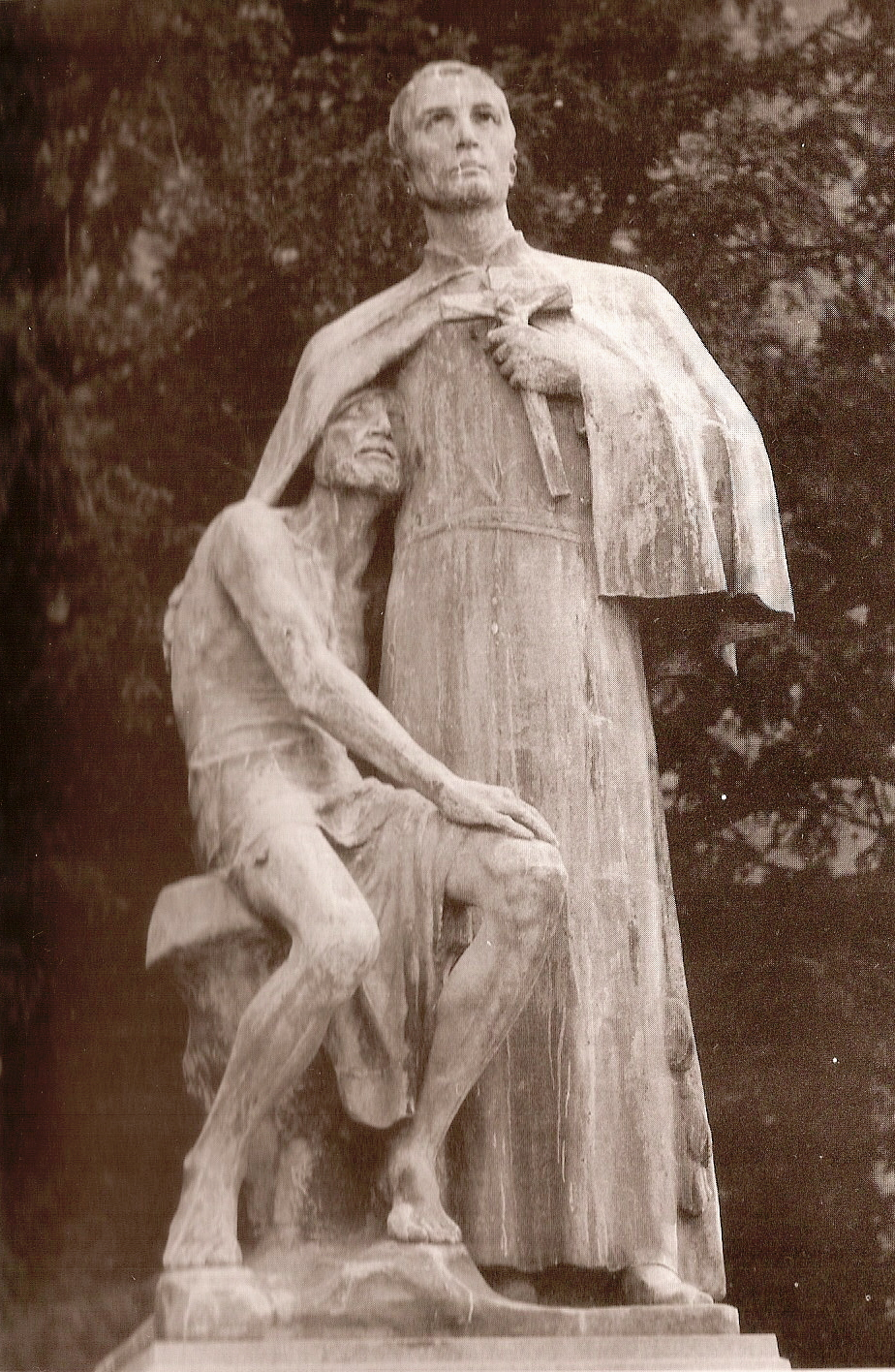
Armand Thiéry (als model voor het standbeeld van Damiaan De Veuster door Constant Meunier)

### In leven
- Prof. Dr. John Dudley, voormalig Gastprofessor aan de Universiteit van South Carolina, de Pauselijke Katholieke Universiteit van Chile, de Universiteit Córdoba (Spanje), de Ilia Staatsuniversiteit, Tbilisi (Georgië), Associate Professor, Benedictine College (Kansas)
- Stephen Klimczuk, voormalig directeur en lid van de raad van bestuur van het World Economic Forum Genève, Zwitserland, voormalig associate fellow aan de Saïd Business School aan de Universiteit van Oxford
- Prof. Dr. Matthias Storme (6 juni 1959), advocaat en hoogleraar aan de Katholieke Universiteit Leuven en de Universiteit Antwerpen
- Prof. Dr. David Engels (1979), hoogleraar aan de Vrije Universiteit Brussel

### Overleden
- Henri Baels (18 januari 1878 - 14 juni 1951), Belgisch minister
- Louis Braffort (14 augustus 1886 - 24 augustus 1944), stafhouder balie van Brussel
- Alexandre Braun (7 juni 1847 - 30 maart 1935), katholiek politicus
- Prof. Dr. Albert Carnoy (7 november 1878 - 12. januari 1961), minister van binnenlandse zaken en volksgezondheid
- Mgr. Charles Cartuyvels (27 februari 1835), vicerector van de Katholieke Universiteit Leuven
- Dr. Edmond de Goeyse (29 juni 1908 - 20 december 1998), Vlaamse studentenleider
- Theodore de Renesse (14 december 1854 - 22 december 1927), gouverneur Limburg
- Maurice De Wulf (6 april 1867 - 23 december 1947), hoogleraar van de Katholieke Universiteit Leuven
- Georges Holvoet (16 augustus 1874 - 23 april 1964), gouverneur Antwerpen en kabinetschef van prins-regent Karel
- Paul Lebeau (29 juni 1908 - 18 oktober 1982) Vlaams letterkundige en schrijver
- Willem Melis (31 juli 1907 - 9 maart 1984) Vlaamse journalist, jurist en politicus
- Prof. Dr. Albert Michotte (13 oktober 1881 - 2 juni 1965), experimenteel psycholoog
- Alfred Orban de Xivry (7 december 1857 - 16 juli 1922), Belgisch senator
- Etienne Orban de Xivry (18 februari 1885 - 23 juli 1953), Belgisch senator
- Augustin Peel (25 september 1872 - 22 februari 1949), Belgisch volksvertegenwoordiger
- Prof. Dr. Prosper Poullet (9 december 1871 - 23 december 1935), premier van België en minister van staat
- Peter Prüm (9 juli 1886 - 1 februari 1950), premier van het Groothertogdom Luxemburg
- Werner Koelman (1890-1974), Belgisch Kamerlid
- Sascha Kolowrat-Krakowsky (29 januari 1886 - 4 december 1927), Oostenrijkse filmpionier
- Lodewijk Scharpé (24 oktober 1869 - 4 mei 1935), hoogleraar van de Katholieke Universiteit Leuven
- Mgr. Pieter-Jozef Sencie (20 september 1865 - 15 augustus 1941), hoogleraar van de Katholieke Universiteit Leuven
- Jef Van den Eynde (21 december 1879 - 12 april 1929), Vlaamse studentenleider
- Prof. Dr. Adam van Kan (18 juli 1877 - 6. juni 1944), Nederlandse wetenschapper
- Prof. Dr. Ir. Can. Armand Thiéry (6 augustus 1868 - 12 januari 1955), priester en ordestichter
- Charles Woeste (26 februari 1837 - 5 april 1922), Belgische minister van staat